# 樂單族
樂單族（Quirkyalone）是一個新詞，指的是享受著單身生活，不排斥與人交往，但不因約會而約會的一群人。